# Gwidon Wójcik
Gwidon Józef Wójcik (ur. 1 czerwca 1962 w Tarnowie) – polski polityk, urzędnik państwowy i samorządowy, poseł na Sejm I i II kadencji, specjalista w zakresie PR.

## Życiorys
Ukończył III Liceum Ogólnokształcące im. Adama Mickiewicza w Tarnowie, a następnie studia Wydziale Lekarskim Akademii Medycznej w Krakowie oraz studia w zakresie public relations w Szkole Głównej Handlowej w Warszawie. W 1990 uzyskał mandat radnego Rady Miejskiej w Tarnowie, został wybrany na jej wiceprzewodniczącego (był nim do 1992, mandat radnego sprawował przez dwie kadencje). Był członkiem-założycielem i przewodniczącym ROAD w województwie tarnowskim. Sprawował mandat posła I i II kadencji z ramienia Unii Demokratycznej (był szefem jej rady regionalnej) z okręgów tarnowskich: nr 31 i nr 46. Do 2004 działał w Unii Wolności (w 1997 i 2001 nie uzyskał z jej listy mandatu posła), później bezpartyjny.
W rządzie Jerzego Buzka pełnił stanowisko zastępcy szefa Urzędu Kultury Fizycznej i Turystyki, następnie wiceministra transportu. Był jednym z twórców i w latach 2000–2002 pierwszym prezesem Polskiej Organizacji Turystycznej.
Pracował w biznesie jako ekspert w dziedzinie marketingu. Zasiadał w radach nadzorczych Narodowych Funduszy Inwestycyjnych (m.in. jako przewodniczący RN NFI Hetman z ramienia austriackiego banku CAIB). Zatrudniony później w TVP, zajmował się oprawą i promocją.
Został członkiem rady Fundacji im. Hetmana Jana Tarnowskiego, zajmującej się m.in. popieraniem rozwoju gospodarczego i kulturalnego Tarnowa oraz promocją kultury tarnowskiej, a także prezesem stowarzyszenia Instytut Promocji Polski. W 2020 został dyrektorem wydziału w tarnowskim urzędzie miejskim.

## Życie prywatne
Żonaty, czworo dzieci.